# Església de Sant Cristòfol de Picassent
L'església parroquial de Sant Cristòfol Màrtir o també Església de Sant Cristòfol és un temple catòlic situat a carrer Constitució, 3, en el municipi de Picassent. És Bé de Rellevància Local amb identificador nombre 46.16.194-001 segons la Disposició Addicional Quinta de la Llei 5/2007, de 9 de febrer, de la Generalitat, de modificació de la Llei 4/1998, d'11 de juny, del Patrimoni Cultural Valencià (DOCV Núm. 5.449 / 13.02.2007).

## Història
Fou construïda en 1676 i ampliada el 1755.
L'any 2012 amb una subvenció de la Diputació de València es va escometre la restauració de les campanes de l'església permetent recuperar el so del bronze original, així com substituir les truja metàl·liques per altres de fusta a l'estil valencià.
L'any 2013 va descobrir-se al subsòl de l'Església una cripta funerària que estava afonant-se i al temps enfonsat el terra de l'església. Durant les obres de restauració van trobar més de cent restes humanes així com peces d'un temple gòtic anterior que s'hauria alçat al mateix lloc. L'any 1850 van fer un forat a la coberta de la cripta, la van buidar part de les restes humanes i van deixar allà els enderrocs de les obres de construcció de l'absis de l'altar major.

## Campanar
Té un campanar ubicat a la part posterior de l'església, és de planta quadrada i disposa de tres cossos, tenint a l'interior una escala interior "a la castellana", que recorre el perímetre intern fins a arribar a la sala de les campanes. La torre va ser construïda al segle xix, seguint el model del barroc valencià, però simplificant els elements ornamentals i el seu estat de conservació és bo. Té un conjunt de quatre campanes, a més d'una de ferro, ubicada al tercer cos de la torre i varen ser foses entre 1939 i 1940, totes en bon estat. Estan instal·lades a les finestres de la Sala de les Campanes amb truja de fusta de perfil tradicional valencià
Les quatre campanes són: Maria de los Ángeles (1940), de 119 quilos, Nuestra Señora del Rosario de 296 quilos, Cristóbal, de 422 quilos i San Cristóbal Mártir i un pes de 858 quilos.